# Phare des Grands Cardinaux
Le phare des Grands Cardinaux est un phare morbihannais.
Il a été construit sur le rocher Groguéguez de la chaussée des Cardinaux au sud-est de l'île de Hoëdic.
Il signale l'approche de la baie de Quiberon.
Il est télécontrôlé depuis le phare de Goulphar.
Le phare a été inscrit monument historique par arrêté du 10 juin 2020.

## Données nautiques
La codification sur la carte marine 7033 du SHOM est 
FI (4)  15s 28m 13M ce qui signifie
- c'est un feu blanc
- c'est un feu à éclats  (FI)
- c'est un feu à 4 éclats groupés (4)
- la période est de 15 secondes (15s)
- son élévation est de 28 mètres (ce qui permet de calculer la distance avec un sextant) ((hauteur x 1.86)/ angle lu sur le sextant)
- la portée est de 13 nautiques

4 éclats groupés normaux
Rythme : L=1 s / O=1,5 s / L=1 s / O=1,5 s / L=1 s / O=1,5 s / L=1 s / O=6,5 s T=15 s
Il est noté sous le nom de Grogueguez